# Jerofei Pawlowitsch Chabarow

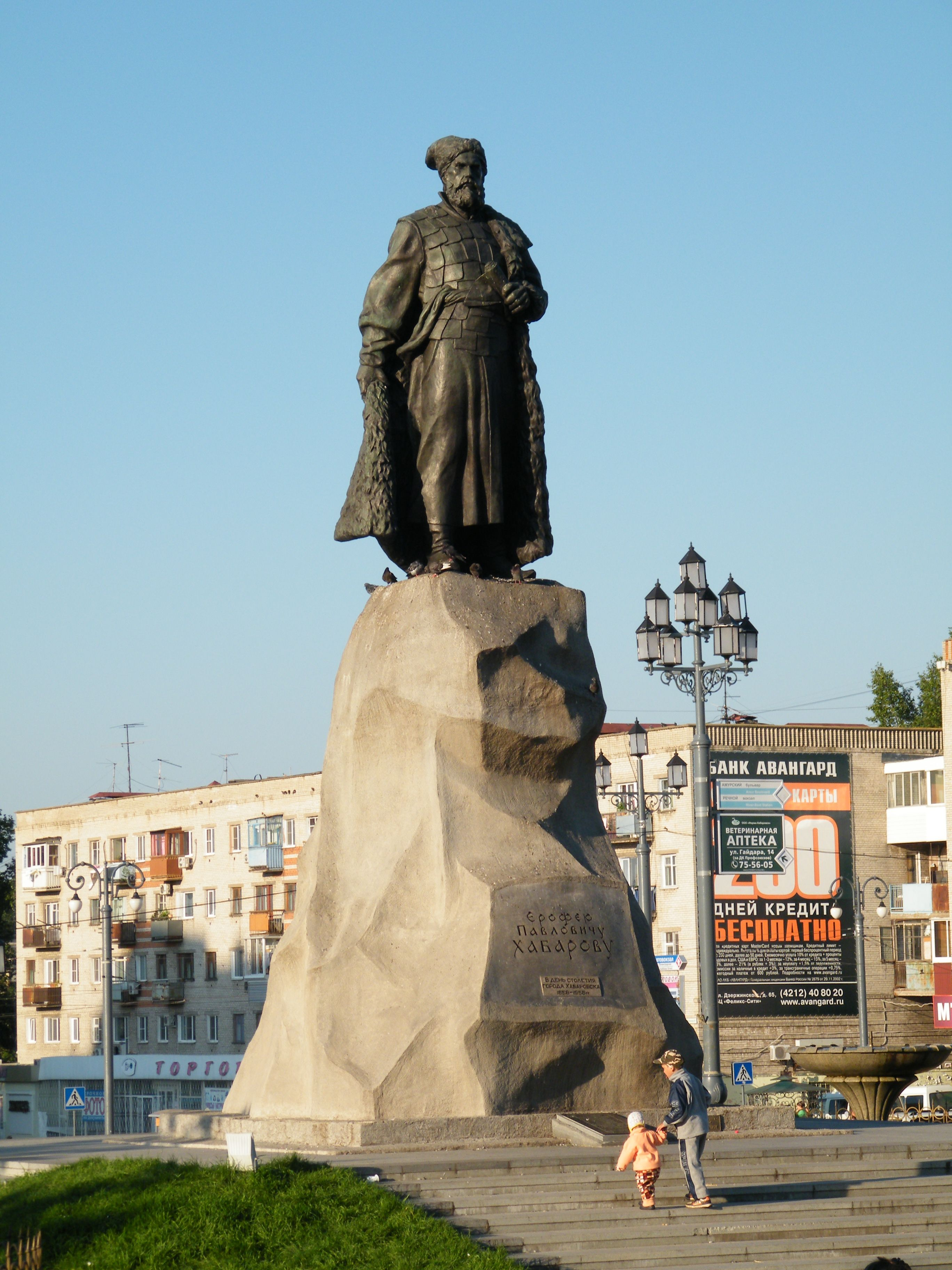
Monument in Chabarowsk

Jerofei Pawlowitsch Chabarow (russisch Ерофей Павлович Хабаров; * 1603 in Weliki Ustjug; † 1671) war ein russischer Befehlshaber und Kolonist in Fernost. Die Stadt Chabarowsk an der chinesischen Grenze und die Siedlung städtischen Typs Jerofei Pawlowitsch im Amurgebiet sind nach ihm benannt.
Geboren als Bauernsohn, machte er sich mit seinem Bruder Nikifor auf, um in Sibirien sein Glück zu suchen. Um 1628 betätigte er sich als Kaufmann im Pelzhandel von Mangaseja, hatte aber nur bescheidenen Erfolg. Dann lebte er kurzzeitig am Jenissei von der Landwirtschaft, anschließend betrieb er an der Lena Mühlen und Salzsiedereien und schließlich ein Transportunternehmen am Ilim-Pass, einer wichtigen Handelsverbindung.
Da nach  Pojarkows Unternehmen (1643–1646) die Amurregion als lohnendes Ziel (Pelze, dringend benötigtes Getreide) galt, erhoffte sich auch Chabarow Ruhm und Reichtum und rüstete im Frühjahr 1649 einen Zug dorthin aus. Als er in Transbaikalien eintraf, hatten die Einheimischen ihre Dörfer verlassen, und er erfuhr von dem Schrecken, den Pojarkow dort verbreitet hatte. Mit einem leichten Sieg über die sesshaften Dauren rechnend, bot er sich an, diese Region für Russland zu erobern, sah aber auch das Eingreifen der Chinesen voraus.
Mit nunmehr rund 200 Mann, Pferden und mehreren kleinen Kanonen rückte er im Herbst 1650 erneut in Transbaikalien ein.
Die Kampagne wurde vom Wojewoden in Jakutsk, D. Frantsbekow, teilweise aus Eigenmitteln finanziert und mit Ausrüstung, Verpflegung, Kanonen, sowie 120 Mann und Musketen unterstützt. In den Gefechten mit den Russen hatten die Dauren nur geringe Chancen, da sie den auf Schlitten montierten Kanonen nichts gleichwertiges entgegenzusetzen hatten. Ihre Befestigungen wurden erobert, die Leute massakriert und das Vieh weggetrieben. In dieser Situation wandten sich die Einwohner des Amurtals an Qing-China um Hilfe, das schnell eine Armee schickte. Die Gefechte konzentrierten sich im März 1652 auf das von Chabarow gebaute Fort Atschansk (beim heutigen Komsomolsk) am Amur, und Chabarow konnte den 2000 Chinesen nichts entgegensetzen, da auch sie über Artillerie und Schusswaffen verfügten. Er entkam mit geringen Verlusten, da sie anscheinend zunächst nur den Befehl zu seiner Gefangennahme hatten.
Auf dem Rückzug zeigte seine Truppe (er bekam Verstärkungen von Kosaken) wenig Neigung, gegen die Chinesen zu kämpfen und plünderte stattdessen lieber die Einheimischen aus, so dass er Deserteure niederkämpfen musste. Schließlich wurde er vom neuen Befehlshaber des Zaren, D. Sinowjew verhaftet und nach Moskau geschafft. Dort freigesprochen, wurde er Kommandant von Ilimsk und verschwand in den 1660ern aus der Geschichte. Übrigens wurden die Kosaken unter Chabarows Nachfolger Onufri Stepanow 1655–1658 von einer 10.000 Mann starken chinesischen Armee aus dem Amurgebiet vertrieben, und Transbaikalien war zu der Zeit derart ausgeplündert, dass seine Bewohner nicht mehr zur Getreideproduktion in der Lage waren.